# Wild Turkey

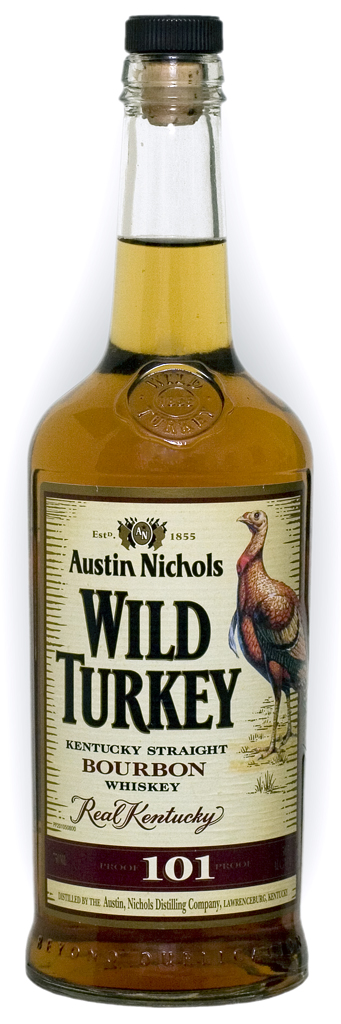
Wild Turkey 101

Wild Turkey es una marca de whisky de Bourbon producida desde 1940 por la destilería del mismo  nombre en Lawrenceburg (Kentucky), Estados Unidos.

## Historia
Los hermanos Ripy construyeron la destilería en 1869 cerca de Lawrenceville. Kentucky. Durante la Ley seca la destilería cesó su producción, para reanudarla posteriormente. En 1952 la empresa fue comprada por los hermanos Gould y en 1980 fue comprada por Pernod Ricard, quien en 2009 vendió la destilería al Grupo Campari.

## Whiskies producidos
La destilería produce diversas variedades como Wild Turkey 101, Wild Turkey Rare Breed, Russell's Reserve, Kentucky Spiri.